# Marcelle Corday
Pour les articles homonymes, voir Corday.
Marcelle Corday, née le 8 janvier 1890 à Bruxelles, morte le 25 juin 1971 à Newport Beach, est une actrice américaine d'origine belge.

## Biographie
Installée aux États-Unis, Marcelle Corday contribue ainsi à plus de soixante-dix films américains (comme second rôle de caractère ou dans des petits rôles non-crédités, souvent de servante), les trois premiers sortis en 1925. Suit une dizaine d'autres films muets, dont La Lettre écarlate de Victor Sjöström (1926, avec Lillian Gish et Lars Hanson), La Chair et le Diable de Clarence Brown (1926, avec John Gilbert et Greta Garbo) et La Galante Méprise de Sidney Lanfield (1927, avec Marion Davies et Conrad Nagel).
Un de ses derniers films muets est L'Intruse d'Edmund Goulding (1929, avec Gloria Swanson et Henry B. Walthall), ayant également fait l'objet d'une version parlante. Ultérieurement, mentionnons Le Monde en marche de John Ford (1934, avec Madeleine Carroll et Franchot Tone), Le Grand Ziegfeld de Robert Z. Leonard (1936, avec William Powell, Myrna Loy et Luise Rainer), Ombres sur Paris de Delmer Daves (1948, avec Dennis Morgan et Viveca Lindfors) et Chanson païenne de Robert Alton (son avant-dernier film, 1950, avec Esther Williams et Howard Keel). Son ultime film sort en 1952, après quoi elle se retire.
Pour son unique prestation à la télévision, Marcelle Corday tourne un épisode (diffusé en 1952) de la série américaine Dangerous Assignment, avec Brian Donlevy dans le rôle principal.

## Filmographie

### Cinéma (sélection)

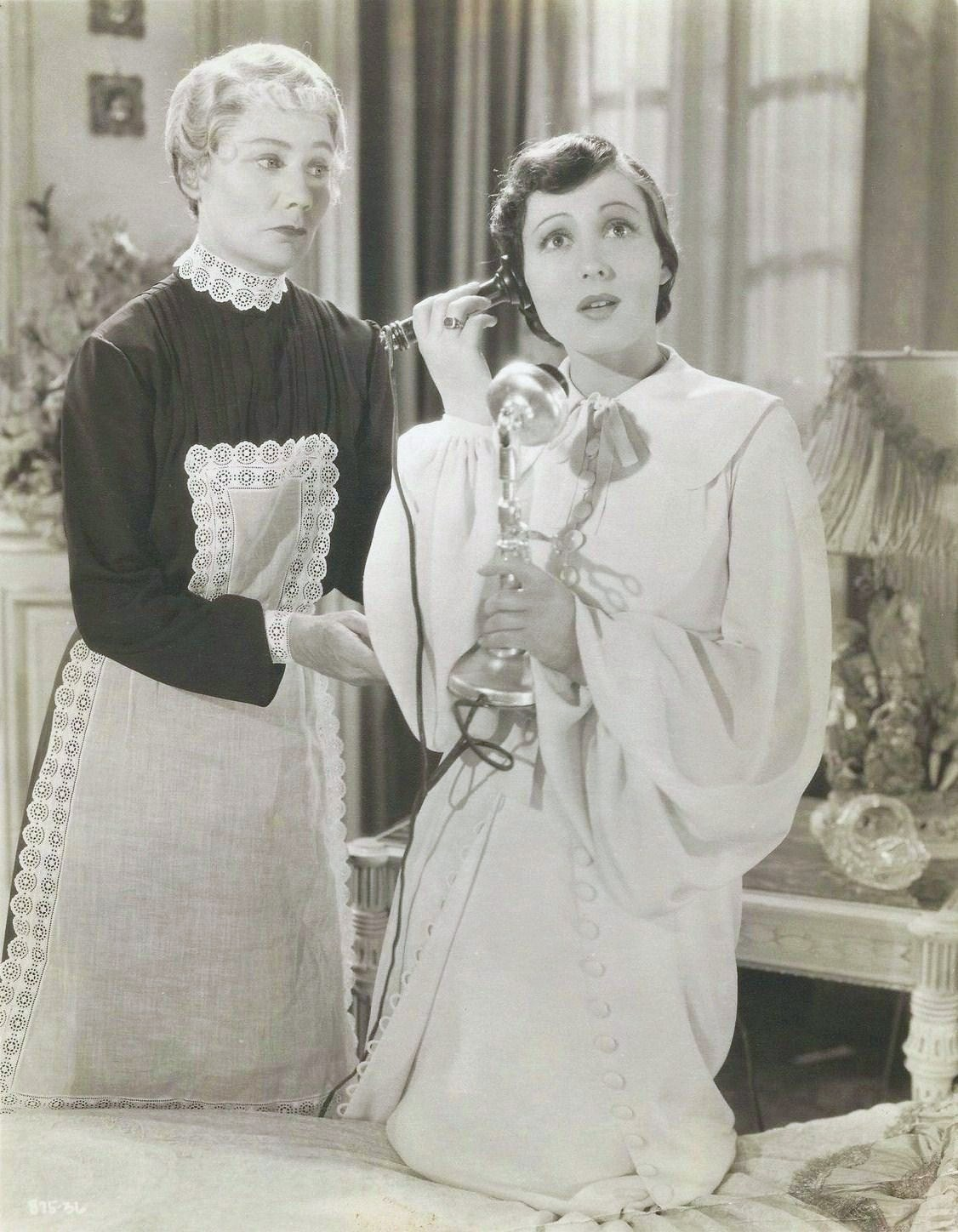
Avec Luise Rainer (à d.), dans Le Grand Ziegfeld (1936, photo promotionnelle).

- 1925 : Banco (Lost : A Wife) de William C. de Mille : Julie (la servante de Charlotte)
- 1925 : We Moderns de John Francis Dillon : Theodosia
- 1926 : L'Amour cambrioleur (The Splendid Crime) de William C. de Mille : Madame Denise
- 1926 : La Lettre écarlate (The Scarlet Letter) de Victor Sjöström : Maîtresse Hibbins
- 1926 : Jim le conquérant (Jim the Conqueror) de George B. Seitz : Judy
- 1926 : La Chair et le Diable (Flesh and the Devil) de Clarence Brown : Minna
- 1926 : Into Her Kingdom de Svend Gade : la servante de Titiana
- 1927 : La Galante Méprise (Quality Street) de Sidney Lanfield : Henrietta Turnbull
- 1927 : Le Roman de Manon (When a Man Loves) d'Alan Crosland : Marie
- 1928 : Dry Martini d'Harry d'Abbadie d'Arrast : Mme Koenig
- 1929 : L'Intruse (The Trespasser) d'Edmund Goulding : Blanche (la servante)
- 1929 : Ils voulaient voir Paris (They Had to See Paris) de Frank Borzage : Marquise De Brissac
- 1930 : Midnight Mystery de George B. Seitz : Harriet Cooper
- 1930 : À la conquête de la Lune (Reaching for the Moon) d'Edmund Goulding : la servante de Vivian
- 1931 : Aimer, rire, pleurer (This Modern Age) de Nick Grinde : Alyce (la servante)
- 1931 : Nuit d'Espagne d'Henri de La Falaise
- 1932 : What Price Hollywood? de George Cukor : la gouvernante française
- 1932 : Blonde Vénus (Blonde Venus) de Josef von Sternberg : la servante d'Helen en France
- 1932 : L'Adieu aux armes (A Farewell to Arms) de Frank Borzage : l'infirmière suisse
- 1933 : Le Chant du Nil (The Barbarian) de Sam Wood : Marthe (la servante de Diana)
- 1933 : Whistling in the Dark d'Elliott Nugent et Charles Reisner : Hilda
- 1934 : Le Monde en marche (The World Moves On) de John Ford : Mme Girard (en 1914)
- 1935 : Folies Bergère de Paris de Roy Del Ruth : Joséphine
- 1935 : Folies-Bergère de Marcel Achard et Roy Del Ruth (version française de Folies Bergère de Paris) : Joséphine
- 1935 : Jeux de mains (Hands Across the Table) de Mitchell Leisen : Celeste
- 1935 : Peter Ibbetson d'Henry Hathaway : une servante
- 1936 : Le Grand Ziegfeld (The Great Ziegfeld) de Robert Z. Leonard : Marie (la servante d'Anna)
- 1937 : Le Cœur en fête (When You're in Love) de Robert Riskin et Harry Lachman : Marie (la servante de Louise)
- 1937 : Charlie Chan at Monte Carlo d'Eugene Forde : la concierge
- 1937 : Rue sans issue (Dead End) de William Wyler : la gouvernante
- 1937 : L'Heure suprême (Seventh Heaven) d'Henry King : une française
- 1937 : Café Métropole (Café Metropole) d'Edward H. Griffith : une secrétaire
- 1937 : My Dear Miss Aldrich de George B. Seitz
- 1938 : Adieu pour toujours (Always Goodbye) de Sidney Lanfield : l'infirmière de Roddy
- 1938 : L'Escale du bonheur (Happy Landing) de Roy Del Ruth : une bohémienne
- 1938 : Suez d'Allan Dwan : Mme Paquineau
- 1940 : Destins dans la nuit (The House Across the Bay) d'Archie Mayo : la servante française
- 1942 : The Pied Piper d'Irving Pichel : Madame Bonne
- 1942 : Madame et ses flirts (The Palm Beach Story) de Preston Sturges : la vieille servante
- 1943 : Un espion a disparu (Above Suspicion) de Richard Thorpe : une servante de l'hôtel parisien
- 1944 : Passage pour Marseille (Passage to Marseille) de Michael Curtiz : l'épouse de l'épicier
- 1944 : Voyage sans retour (Till We Meat Again) de Frank Borzage : la vieille servante
- 1944 : Madame Parkington (Mrs. Parkington) de Tay Garnett : Madame de Thèbes
- 1945 : L'Aventurière de San Francisco (Allotment Wives) de William Nigh : Madame Gaston
- 1945 : Pavillon noir (The Spanish Main) de Frank Borzage : Señora Perez
- 1946 : Swamp Fire de William H. Pine : Grand-mère Rousseau
- 1948 : Ombres sur Paris (To the Victor) de Delmer Daves : Élise (la propriétaire de Pablo)
- 1948 : La Belle imprudente (Julia Misbehaves) de Jack Conway : Gabby
- 1950 : Chanson païenne (Pagan Love Song) de Robert Alton : Comtesse Mariani
- 1952 : Lydia Bailey de Jean Negulesco : une française

### Télévision (intégrale)
- 1952 : Série Dangerous Assignment, saison unique, épisode 25 The Atomic Mine Story : Mlle Berlot